# Источнодолењски партизански одред
Взходнодолењски (Источнодолењски) народноослободилачки партизански (НОП) одред је био партизанска јединица у саставу Народноослободилачке војске и партизанских одреда Југославије током Другог светског рата у Словенији. 

## Историјат
Формиран је 16. септембра 1942; имао је три батаљона са око 500 бораца. Дејствовао је у Белој крајини, на планини Горјанцима и Кочевском рогу и у простору Ново Место, Требње, Мирна. Од 7. до 9. октобра његов 1. батаљон и Жумберачко-покупски НОПО водили су оштре борбе против усташа у Жумберку, а са деловима Западнодолењског НОПО успешно је напао 2. новембра италијански транспорт на прузи између Требња и Мирне. Одред је 11. децембра 1942. реорганизован у четири чете (Горјанска, Чрномељска, Семишка, Рошка), са око 160 бораца. Зими 1942/43. основни задатак Одреда био је мобилизација нових бораца. Садејствовао је 4/5. марта у нападу бригада Тане Томшич, Матија Губец и Иван Цанкар на италијанско-белогардијско упориште у Метлики. У пролеће и лето 1943. нападао је белогардијске посаде и италијанске делове на подручју Горјанаца, Беле крајине и у долини реке Крке, и изводио диверзантске акције на прузи Ново Место—Метлика—Карловац. Приликом капитулације Италије, септембра 1943, разоружао је италијанске гарнизоне у Белој крајини, а потом је потпуно порушио пругу Ново Место—Метлика, која је до краја рата онеспособљена за саобраћај. Дао је 15. септембра батаљон за формирање Кочевског НОПО, а 28. новембра 1943. (кад је имао око 1000 бораца) од њега је у Буторају код Метлике формирана 15. словеначка бригада, звана и Белакрањска.